# Michael Gallagher
Michael Thomas Gallagher OAM (nascido em 14 de dezembro de 1978) é um ciclista paralímpico australiano. Conquistou medalhas de ouro nos Jogos Paralímpicos de Verão de 2012 em Londres. No total, já obteve doze medalhas mundiais de ciclismo em pista paralímpico, das quais nove de ouro.
Compete tanto em provas de pista quanto de estrada, na categoria C5.

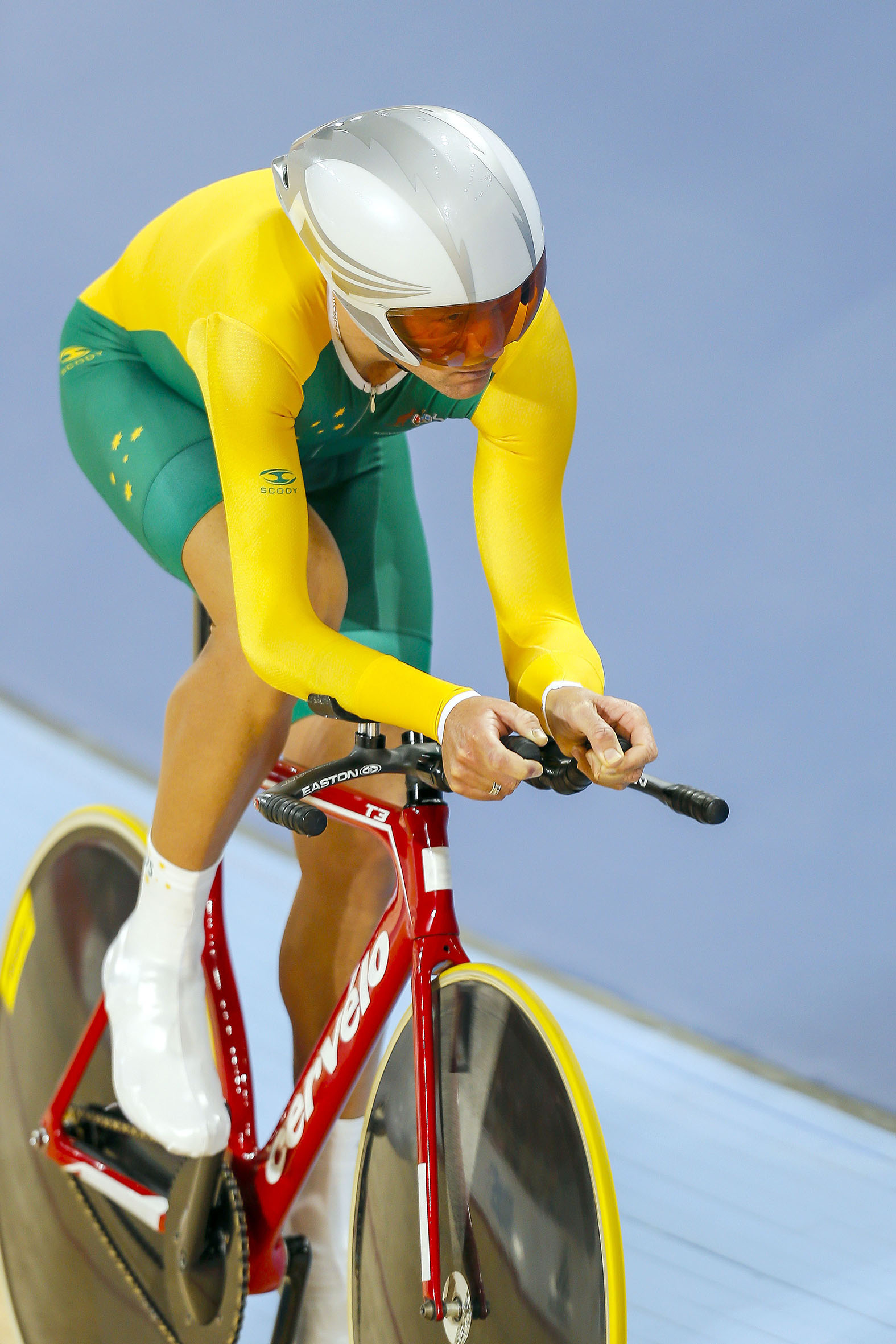
Michael durante a Paralimpíada de Londres, em 2012.